# Nemacheilus shiyangensis
Nemacheilus shiyangensis és una espècie de peix de la família dels balitòrids i de l'ordre dels cipriniformes.